# Лучше умереть стоя, чем жить на коленях

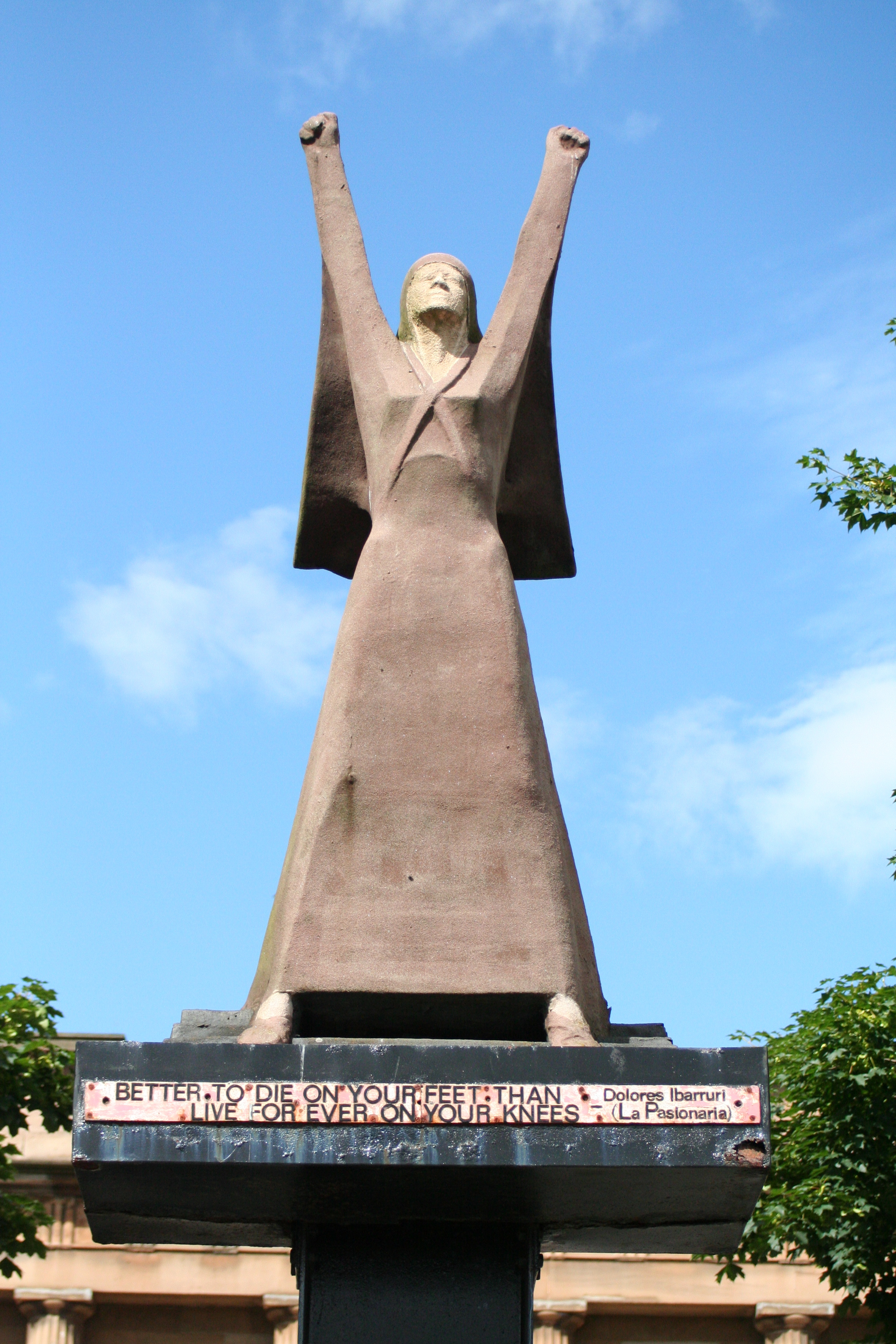
Памятник Долорес Ибаррури в Глазго

Лучше умереть стоя, чем жить на коленях (исп. Prefiero morir de pie que vivir siempre arrodillado! / ¡Más vale morir de pie que vivir de rodillas!) — призыв к активным гражданским действиям, к обретению чувства собственного достоинства.

## Приписывается
- Хосе Марти (1853—1895) — кубинский поэт и революционер. Упоминается некоторыми, что он сказал это до Ибаррури.
- Эмилиано Сапата (1879—1919) — мексиканский революционер. Приписывается ему ошибочно, Сапата выразил ту же мысль, но в иной форме:

Лучше смерть в бою, чем жизнь раба
- Долорес Ибаррури (1895—1989) — испанская коммунистка. Из выступления на митинге в Париже (3 сентября 1936):

«Если позволить фашистам продолжать преступления, которые они совершают в Испании, агрессивный фашизм обрушится и на другие народы Европы. Нам нужна помощь, нужны самолёты и пушки для нашей борьбы … Испанский народ предпочитает умереть стоя, нежели жить на коленях».
использовали:
- Гарри Баур сказал это гестапо в 1943 году[3].
- Эрнесто Че Гевара (1928—1967)

## Античные предшественники
Восходит к римскому историку Тациту (ок. 55—120 гг. н. э.), который писал («Агрикола», 33):

лат. Honesta mors turpi vita potior
Честная смерть лучше позорной жизни 
Варианты:

Достойная смерть лучше постыдной жизни 
Лучше смерть, чем позорный живот
Афоризм Тацита использовался в боевых приказах многих полководцев.

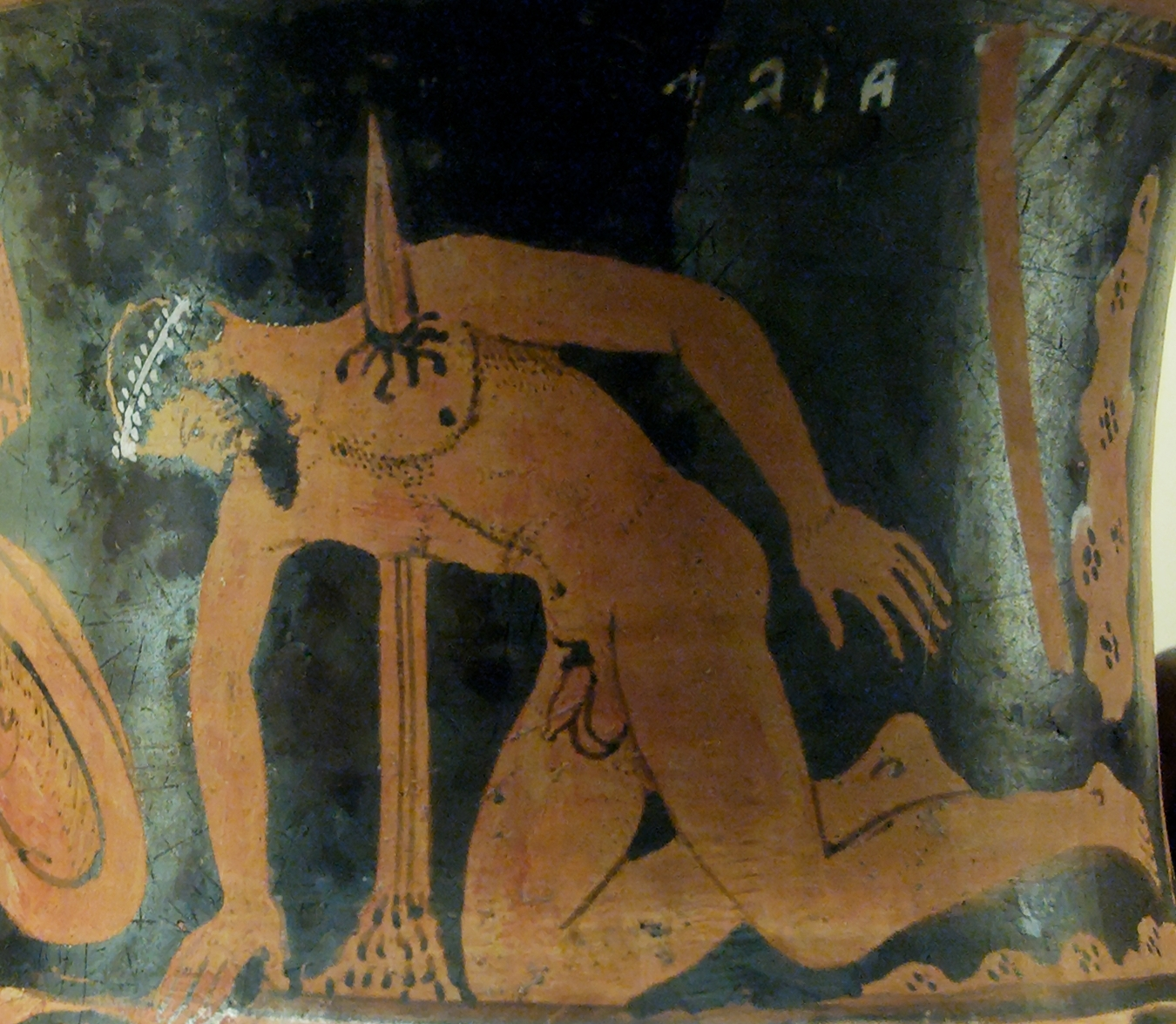
Самоубийство Аякса Теламонида

Ювенал высказывал аналогичную мысль («Сатиры»), VIII 83:

лат. Summum crede nefas, animam praeferre pudori

Et propter vitam vivendi perdere causas.

Высший грех, ты поверь, кому жизнь дорога при бесчестьи;

Жизни кто ради своей — забывает о жизненной цели.

Вариант:
Высшее нечестие, поверь, за жизнь платить позором
- Платон: Лучше умереть, чем худо жить. (др.-греч. κρείσσον θανείν ή ζήν αίσχρόν)
- Публий Сир, Sententiae: Человека бесславная жизнь — равна смерти. (лат. Est socia mortis homini vita ingloria).
- Книга премудрости Иисуса, сына Сирахова, 30, 17: Лучше смерть, нежели горестная жизнь.
- П. Боборыкин. «Перевал». 2, 24.: «Брут проиграл битву при Филиппах и бросился грудью на меч. Даже Нерон, покончив с собою, показал этим хорошую античную традицию: спартанцы в прописях учили: лучше сейчас умереть, чем постыдно жить».

## Аналоги
Известны слова князя Святослава из «Повести временных лет»: «Да не посрамимъ земли роуськой, но ляжемъ костьми ибо мертвые срамоу не имамъ».
- Бесчестье хуже смерти
- нем.  Besser Ehr' ohne Leben, als Leben ohne Ehre; фр.  Mieux vaut mourir à honneur qu'а honte vivre; итал.  Peggior della morte è il turpe riposo[6].

- В стихотворении «Отечество наше страдает под игом твоим, о злодей» (1818)[7] П. А. Катенина (1792—1853), имевшем большое распространение в армии в пред-декабристские годы, встречается строка: «Нет, лучше смерть, чем жить рабами».

- Грузинская пословица: «Лучше смерть славная, чем жизнь позорная», вероятно, является прозаическим переложением на русский строк Шота Руставели:

Лучше смерть, но смерть со славой, чем бесславных дней позор.
- «Мы не умрём мучительною жизнью, мы лучше верной смертью оживём!»[8] из песни В. Высоцкого к к/ф «Единственная дорога».

## В музыке
- Shania Twain — Black Eyes, Blue Tears[9]: I’d rather die standing / Than live on my knees
- Soulfly — Seek’N’Strike: «I’d better die on my feet, Than keep living on my knees»
- Lostprophets — Better Off Dead: «I’d rather die on my feet, Than ever live on my knees»
- Papa Roach — As Far As I Remember: «I’d rather die on my feet, than live my life on my knees»
- Kasabian — Explodes: «You’d rather die on your feet, Than live a life on your knees»
- Yngwie Malmsteen — Riot in the Dungeons: «Die on your feet, or live on your knees»
- Everlast — The Culling: «Living on your knees — much worse than dying»